# あいち銀行
株式会社あいち銀行（あいちぎんこう、英: The Aichi Bank, Ltd.）は、愛知県名古屋市中区に本店を置く第二地方銀行。あいちフィナンシャルグループの完全子会社。

## 概要
2025年(令和7年)1月1日、愛知銀行が中京銀行を吸収合併して発足。両行合算の預金量は5兆9594億円（2024年9月末時点）と、中部3県の地銀では十六銀行、百五銀行に次いで3番目となり、愛知県を地盤とする地銀はあいち銀行と名古屋銀行の2行に集約された。
頭取に就いた伊藤行記は、合併前のNHKの取材に両銀行の店舗の統合で生まれる人材を活用して顧客の課題解決を図る「コンサルティング事業」を強化する方針を示し、旧店舗は7月から順次統廃合が進められる。

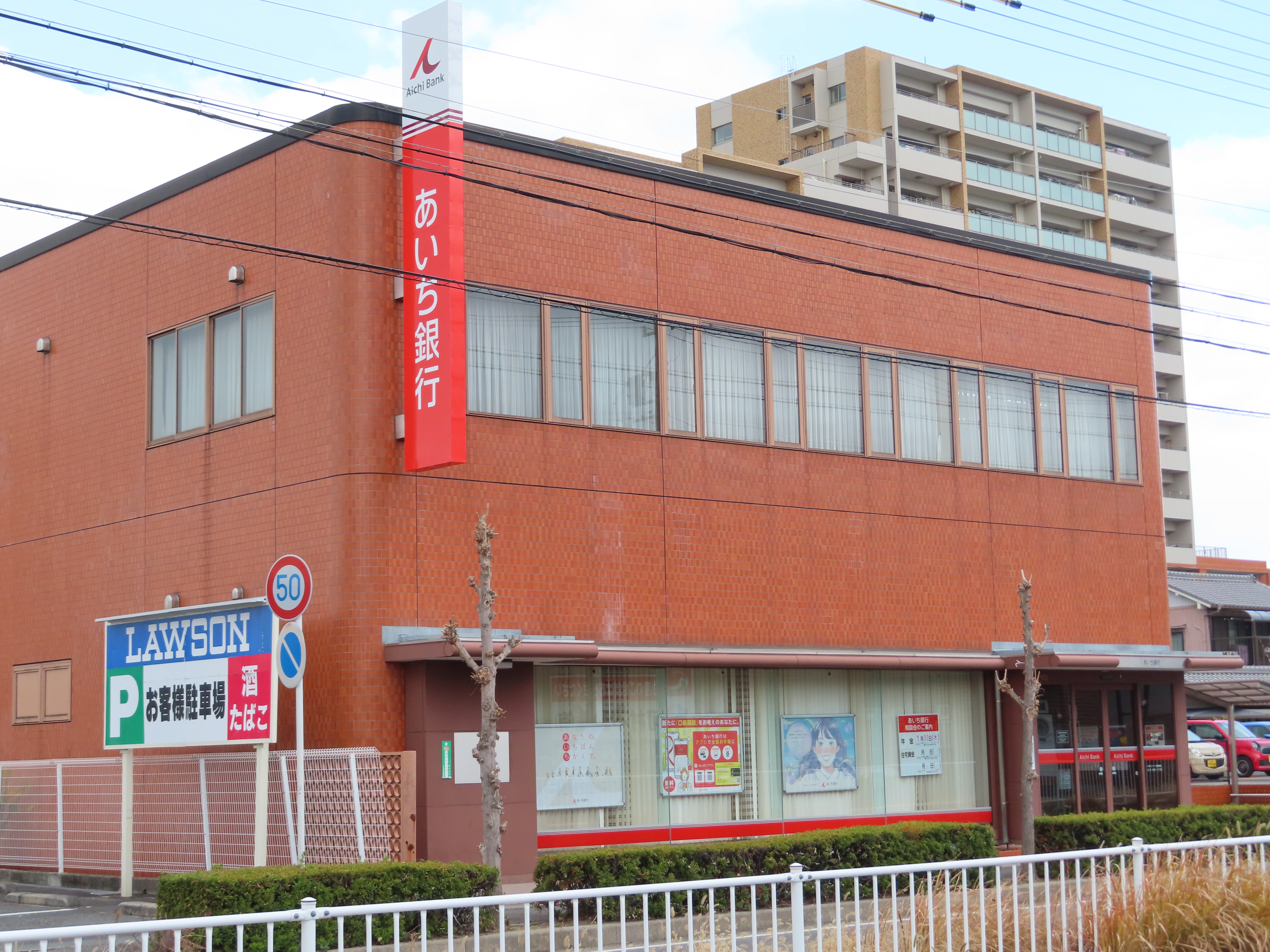
勝川支店
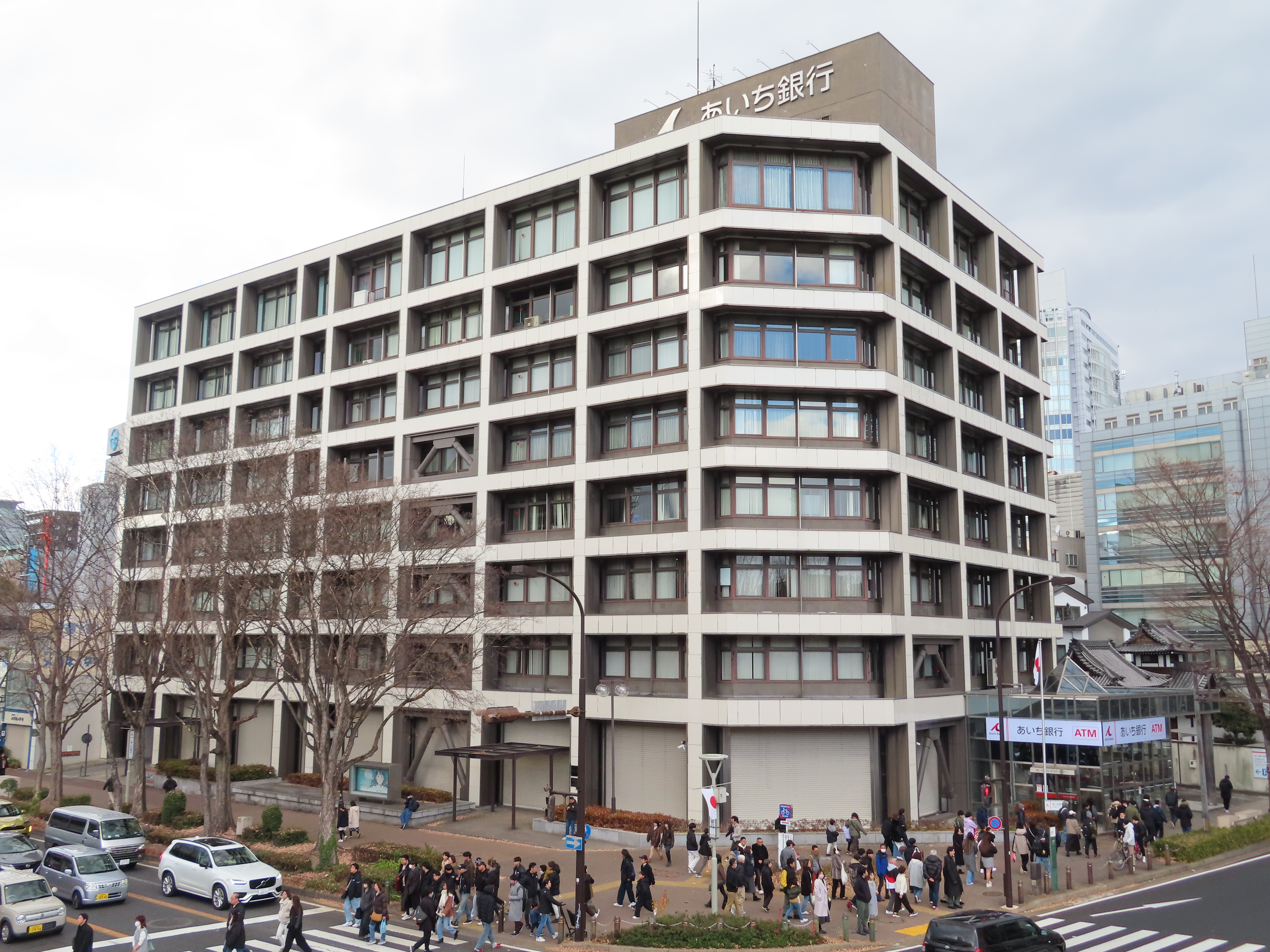
名古屋営業部（旧・中京銀行本店）
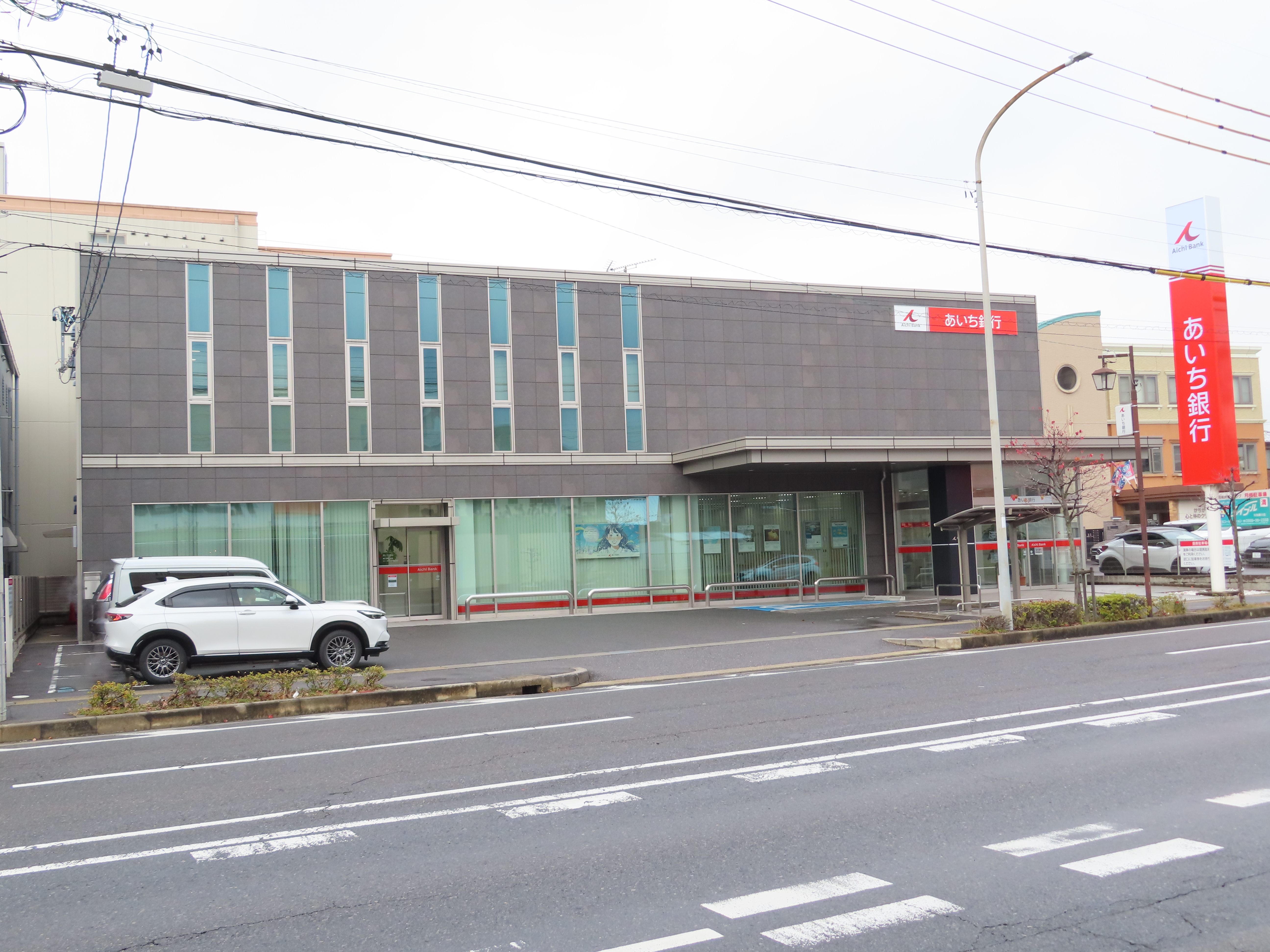
勝川中央支店（旧・中京銀行勝川支店）
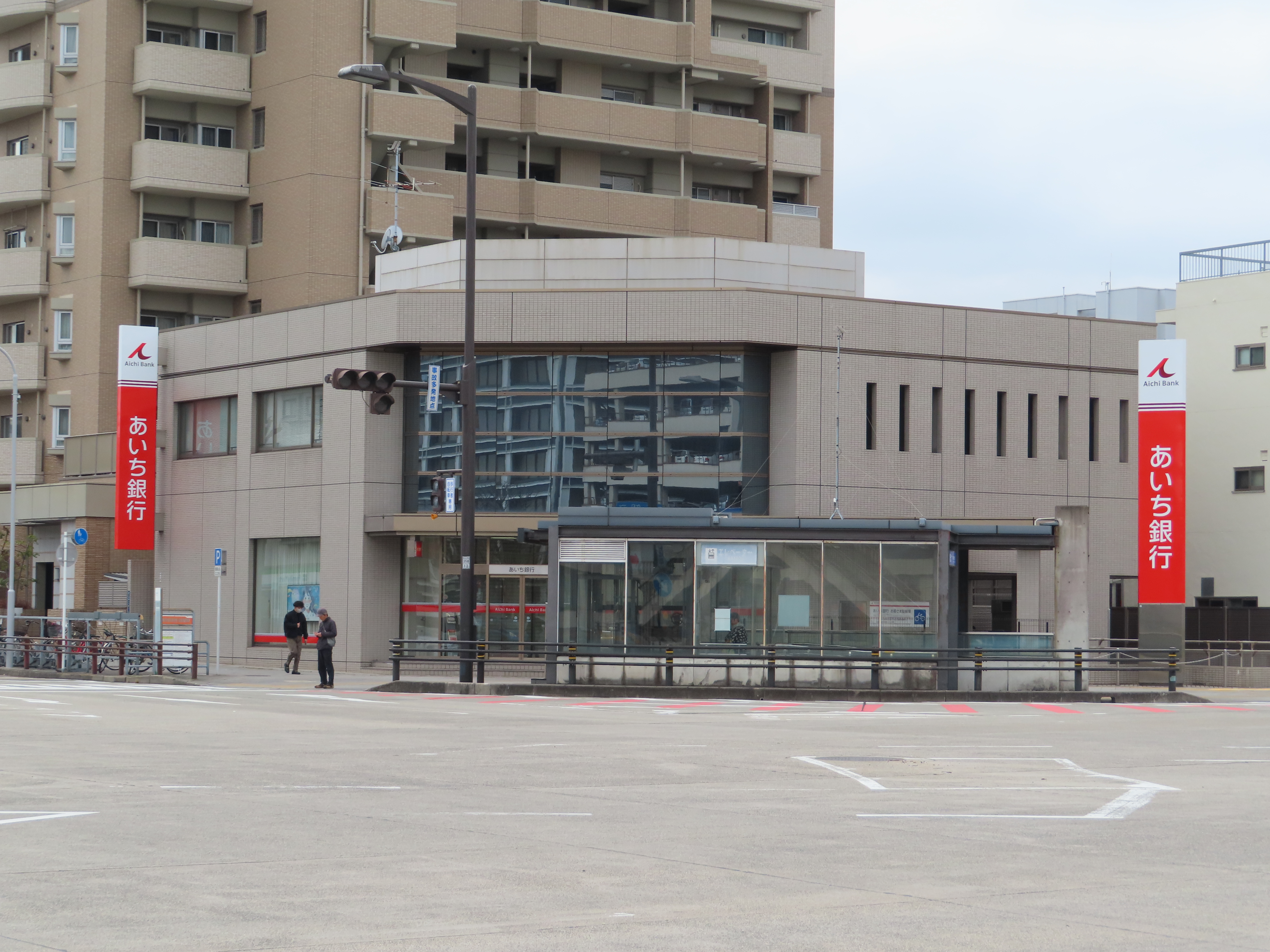
熱田支店（旧・中京銀行熱田支店）

### 営業区域
- 愛知県
- 岐阜県
- 三重県（一部）

## 沿革
- 1910年（明治43年）9月17日 - 日本貯蓄興業株式会社として創業。
- 1951年（昭和26年）10月20日 - 相互銀行に転換、株式会社中央相互銀行に商号変更。
- 1989年（平成元年）2月1日 - 普通銀行（第二地方銀行）に転換、株式会社愛知銀行に商号変更。
- 2025年（令和7年）
  - 1月1日 - 株式会社中京銀行を吸収合併し、株式会社あいち銀行に商号を変更。
  - 1月5日 - ホームページを開設。また、ATMおよびインターネットバンキングが稼働開始。
  - 1月6日 - 窓口営業を開始。